# Vũ Thuật
Vũ Thuật (tên thật là Vũ Xuân Thuật, sinh ngày 12 tháng 5 năm 1955) là Trung tướng Công an nhân dân Việt Nam và chính trị gia người Việt Nam. Ông từng giữ chức vụ Phó Tổng cục trưởng Tổng cục Hậu cần - Kỹ thuật, Bộ Công an (Việt Nam), Giám đốc Công an tỉnh Hà Nam, Đại biểu Quốc hội Việt Nam khóa 10 nhiệm kì 1997-2002 thuộc đoàn đại biểu Quốc hội tỉnh Hà Nam. Năm 1999, ông bị bãi nhiệm tư cách đại biểu Quốc hội Việt Nam.

## Tiểu sử
Vũ Thuật tên thật là Vũ Xuân Thuật, sinh ngày 12 tháng 5 năm 1955, quê quán ở xã Văn Lý, huyện Lý Nhân, tỉnh Hà Nam. Ông là người dân tộc Kinh, không theo tôn giáo nào. Ông có trình độ Đại học Cảnh sát.
Ông từng là Đại biểu Quốc hội Việt Nam khóa 10 thuộc đoàn đại biểu Quốc hội tỉnh Hà Nam, thuộc đơn vị bầu cử số 1 gồm các huyện Kim Bảng, Thanh Liêm, Duy Tiên và thị xã Phủ Lý. Lúc này ông là Thượng tá, Uỷ viên Ban Thường vụ tỉnh uỷ, Giám đốc công an tỉnh Hà Nam; Uỷ viên Uỷ ban Quốc phòng và An ninh của Quốc hội.
Sau đó, Vũ Thuật bị bãi nhiệm tư cách Đại biểu Quốc hội tại kỳ họp thứ 6 Quốc hội khóa 10.
Cụ thể, vào ngày 21 tháng 12 năm 1999, tại kỳ họp thứ sáu, Quốc hội Việt Nam đã thông qua Nghị quyết số 29/1999/NQ/QH10 về việc bãi nhiệm đại biểu Quốc hội đối với ông Vũ Xuân Thuật (Vũ Thuật) vì "thiếu trách nhiệm trong việc thực hiện nhiệm vụ, gây ảnh hưởng xấu đến đoàn kết nội bộ, thiếu trung thực, uy tín bị giảm sút".
Vũ Thuật từng là Giám đốc Công an tỉnh Hà Nam.
Từ tháng 1 năm 2011 đến tháng 11 năm 2012, Vũ Thuật là Thiếu tướng Công an nhân dân Việt Nam, Phó Bí thư Đảng ủy, Phó Tổng cục trưởng Tổng cục Hậu cần - Kỹ thuật, Bộ Công an (Việt Nam).
Từ tháng 12 năm 2013 đến tháng 8 năm 2015, Vũ Thuật là Trung tướng Công an nhân dân Việt Nam, Phó Bí thư Đảng ủy, Phó Tổng cục trưởng Tổng cục Hậu cần - Kỹ thuật, Bộ Công an (Việt Nam).
Ông đã nghỉ hưu (trước tháng 2 năm 2018).

## Phong tặng
Ông được tặng Huân chương Bảo vệ Tổ quốc hạng Nhất năm 2016

### Lịch sử thụ phong quân hàm
- Thiếu tướng Công an nhân dân Việt Nam
- Trung tướng Công an nhân dân Việt Nam

## Bị đề nghị Kỉ luật Đảng
Chiều ngày 27 tháng 7 năm 2018, Ủy ban Kiểm tra Trung ương Đảng Cộng sản Việt Nam phát đi thông cáo cho biết Trung tướng Vũ Thuật, nguyên Phó Tổng cục trưởng Tổng cục Hậu cần - Kỹ thuật Bộ Công an (Tổng cục IV), nguyên Phó Bí thư Đảng ủy Tổng cục IV, bị đề nghị kỉ luật Đảng do có sai phạm nghiêm trọng trong việc sử dụng đất an ninh và tài sản công. Ông buộc phải cung chịu trách nhiệm trong các sai phạm nghiêm trọng của Ban thường vụ Đảng ủy Tổng cục Hậu cần - Kỹ thuật, Bộ Công an (vi phạm nguyên tắc tập trung dân chủ và quy chế làm việc), đồng thời chịu trách nhiệm cá nhân trong việc thực hiện nhiệm vụ được giao.